# Ampelocalamus calcareus
Ampelocalamus calcareus är en gräsart som beskrevs av Cheng De Chu och Chi Son Chao. Ampelocalamus calcareus ingår i släktet Ampelocalamus och familjen gräs. Inga underarter finns listade i Catalogue of Life.